# Gilgamesh
Gilgamesh (udtales på engelsk med tryk på anden stavelse, "ga"), er en sagnkonge og helt fra Sumerisk mytologi, i dag kendt på grund af det store babylonske helteepos om ham – Gilgamesh-eposset – der regnes som verdenslitteraturens første kendte hovedværk. I eposset omtales han som "2/3 gud", med en menneskelig skikkelse skænket ham af modergudinden (Aruru eller Belet-ili) og perfektioneret af Ea. Han er derved en mand af stor skønhed og fysisk styrke; kendt for at genrejse de religiøse samlingssteder, der blev ødelagt af syndfloden, og for at grave brønde, der skabte oaser.

## Gudekongen
Kendt som Bilgames (muligvis med betydningen "Den gamle er ungdommelig") på sumerisk og Gilgamos på græsk, og tæt knyttet til skikkelsen Dumuzi i det sumeriske digt om Inannas nedstigning til underverdenen, anses Gilgamesh som den femte konge af Uruk. Han var søn af præstekongen Lugalbanda, mens hans mor var Ninsun, gudinde for vildkøer. Den assyriske kong Assurbanipal regnede ham blandt sine forfædre.
Modsat heltene i græsk og keltisk mytologi antages det, at Gilgamesh er en historisk skikkelse – en konge, som regerede i den sumeriske bystat Uruk (nutidens Warka i Irak) omkring 2700 f.Kr. Længe efter hans død tilbad folk Gilgamesh, berømt som kriger og for sine bygværker, fejret for sin visdom og retfærdighed. I 2003 mente tyske arkæologer at have fundet hans grav. I Gilgamesh-eposset beskrives, hvordan kongen blev gravlagt på bunden af Eufrat, da flodens vande delte sig efter hans død. "Straks vandet i Eufrates' flodseng havde trukket sig tilbage, blev hans gravsted bygget der af sten."
Historiske bevis for kong Gilgamesh' faktiske eksistens findes i indskrifter, der navngiver ham som den, der fik rejst den store bymur omkring Uruk (den tidligste indskrift om dette stammer fra kong Anam af Uruk omkring 1800 f.Kr.). Der henvises også til Gilgamesh af samtidige skikkelser som kong Enmebaragesi af Kish, hvis søn Agga blev nedkæmpet af Gilgamesh. Dertil kendes han fra den sumeriske kongeliste, der hævder, at han regerede i 126 år; samt fra de sagn, der voksede frem om hans regeringstid.

## Teksterne
De tidligste historier om ham er fundet på lertavler på sumerisk før 2000 f.Kr. Andre tavler beretter om ham på elamitisk, hurrisk og hittitisk. Gennem årene blev de samlet til et stort, episk værk. Hans berømmelse overlevede dog ikke Assyriens sammenbrud. Efter to årtusinder som en litterær, religiøs og historisk skikkelse, var han fuldstændig glemt indtil victoriatiden, da den engelske rejsende Austen Henry Layard i 1839 udgravede omkring 25.000 knuste lertavler fra ruinerne i Ninive. Henry Rawlinson, en ekspert på Assyrien, der kunne læse kileskrift, begyndte det anstrengende arbejde med at oversætte tavlerne, først i Bagdad og senere i British Museum.
I de fleste tekster er Gilgamesh betegnet med det, assyriologer kalder et gudedeterminativ, DINGIR. Det viser, at han var en gud, men der foreligger ikke noget bevis for en samtidig kult. Få hundrede år efter hans formodede levetid kan vi imidlertid se, at han var blevet gud som dommer i underverdenen. På det tidspunkt ofrede man til ham ved at hælde koldt vand ned i særlige huller ved det man kaldte Gilgamesh' flodbred, så han kunne nyde godt af det nede i den golde underverden, hvor der hverken var mad eller drikke – de dødes skygger i underverdenen var afhængige af de levendes ofre.
Tekster omtaler hans søn og efterfølger Urlugal (eller Urnungal), som regerede som Uruks sjette konge i 30 år. En sønnesøn, Udulkalama, er også omtalt - ingen af dem er dog nævnt i standardversionen af Gilgamesh-eposset.

## Oldtidens litteratur
I sumerisk tradition fandtes der fem adskilte digte om Bilgames (= Gilgamesh): 
- Bilgames og underverdenen, der begynder: "I de dage, i de fjerne dage..."
- Bilgames og Agga af Kish - Agga var søn af kong Enmebaragesi, den første regent i Mesopotamien, der efterlader sig autentiske indskrifter.[11]
- Bilgames og Huwawa
- Bilgames og Himmeltyren
- Bilgames' død

De ældste kendte kopier af disse sumeriske digte blev skrevet ned som underholdning beregnet for kongehoffet omkring 2100 f.Kr. under kong Shulgi i det tredje dynasti i Ur. Adskillige afskrifter på sumerisk blev skabt omkring 1800 f.Kr af babylonske skrivere i Ur og Nippur. At skrive digtene om Gilgamesh af, var nemlig en almindelig øvelse for skrivere i den gamle Babylon, fx under kong Hammurabi. Et digt på sumerisk om Atramhasis (tilsvarende Bibelens Noa), Da guderne var menneske, blev tidligere taget for at være en del af Gilgamesh-eposset; det passer ikke, men digtet danner grundlaget for den syndflodshistorie, som blev indarbejdet i den babylonske version af eposset. Standardversionen af Gilgamesh-eposset i Babylonien og Assyrien kaldtes Han, der så dybet, og blev samlet og givet sin endelige form af skriveren Sin-liqe-uninni omkring 1200 f.Kr. (Med "dybet" mentes den kosmiske egn, der tilhørte Ea.) Lertavlerne er desværre fulde af ord og vendinger med usikker betydning, og brudstykker mangler helt. Professor Andrew George har restaureret teksten ved at fylde hullerne med tekst hentet fra afskrifter fra andre perioder og andre sprog, fx den hittitiske version.